# Aizu Kage-ryū
Ne doit pas être confondu avec Kage-ryū (影流).
Le Kage-ryū (陰流) ou (Aizu Kage-ryū) est une école traditionnelle (koryū) d'escrime au sabre (kenjutsu) fondée par Hyūga-no-Kami Iko Aizu (ou Ikōsai Hisatada Aizu, 1452–1538),,.
Ikōsai Aizu eut pour étudiants principaux son propre fils, Koshichiro Aizu, et Hidetsugu Kamiizumi. Ce dernier transmit l'enseignement de l'école à son propre fils Ise-no-Kami Nobutsuna Kamiizumi, grand escrimeur de son époque, qui fonda par la suite le Shinkage-ryū (新陰流) (qui sera plus tard rebaptisée Yagyū Shinkage-ryū par Muneyoshi Sekishūsai Yagyū, son célèbre étudiant). L'école survivra par son influence dans les écoles descendantes,,, telles que la Yagyū Shinkage-ryū, ou la Kashima Shinden Jikishinkage-ryū.